# Allsvenskan de 1975
A Primeira Divisão do Campeonato Sueco de Futebol da temporada 1975, denominada oficialmente de Allsvenskan 1975, foi a 51º edição da principal divisão do futebol sueco. O campeão foi o Malmö FF que conquistou seu 11º título na história da competição.

## Classificação final
| Pos. | Equipe          | J  | V  | E  | D  | GP | GC | Pts | SG  |
| ---- | --------------- | -- | -- | -- | -- | -- | -- | --- | --- |
| 1    | Malmö FF        | 26 | 18 | 6  | 2  | 53 | 17 | 42  | +36 |
| 2    | Östers IF       | 26 | 16 | 5  | 5  | 66 | 26 | 37  | +40 |
| 3    | Djurgårdens IF  | 26 | 13 | 8  | 5  | 36 | 25 | 34  | +11 |
| 4    | Landskrona BoIS | 26 | 9  | 12 | 5  | 32 | 32 | 30  | 0   |
| 5    | AIK Fotboll     | 26 | 12 | 5  | 9  | 43 | 30 | 29  | +13 |
| 6    | Åtvidabergs FF  | 26 | 10 | 6  | 10 | 31 | 39 | 26  | -8  |
| 7    | Örebro SK       | 26 | 8  | 9  | 9  | 34 | 35 | 25  | -1  |
| 8    | IFK Norrköping  | 26 | 8  | 7  | 11 | 44 | 49 | 23  | -5  |
| 9    | IF Elfsborg     | 26 | 8  | 7  | 11 | 35 | 45 | 23  | -10 |
| 10   | Hammarby IF     | 26 | 8  | 6  | 12 | 39 | 44 | 22  | -5  |
| 11   | Örgryte IS      | 26 | 7  | 7  | 12 | 31 | 42 | 21  | -11 |
| 12   | Halmstads BK    | 26 | 5  | 9  | 12 | 28 | 36 | 19  | -8  |
| 13   | GAIS            | 26 | 6  | 7  | 13 | 24 | 41 | 19  | -17 |
| 14   | GIF Sundsvall   | 26 | 4  | 6  | 16 | 21 | 56 | 14  | -35 |

## Premiação
| Allsvenskan 1975              |
| Sweden                        |
| ----------------------------- |
| MALMÖ FF Campeão (11º título) |

## Artilharia
|    | Jogador      | Clube          | Gols |
| -- | ------------ | -------------- | ---- |
| 1. | Jan Mattsson | Östers IF      | 31   |
| 2. | Tore Cervin  | Malmö FF       | 20   |
| 2. | Benny Wendt  | IFK Norrköping | 16   |